# Крістофер О'Нілл
Крістофер Пол О'Нілл (англ. Christopher Paul O'Neill; нар. 27 червня 1974, Лондон, Велика Британія) — американський та англійський бізнесмен, чоловік шведської принцеси Мадлен, доньки правлячого короля Швеції Карла XVI Густава.

## Ранні роки
Крістофер народився в Лондоні у сім'ї Пола О'Нілла — американського банкіра, який 1960 року заснував холдинг Oppenheimer & Co. Батько О'Нілла помер 2004 року. Мати — Єва Марія О'Нілл (до шлюбу Волтер), вітчимом якої був двоюрідний брат кардинала Майкла фон Фолгабера. Дитинство О'Нілла проходило спочатку в Лондоні, а згодом в Австрії та Німеччині.

## Навчання і кар'єра
Крістофер навчався в школі — інтернаті при Інституті Auf Dem Rosenberg в Сен-Галлені, Швейцарія до отримання ступеня бакалавра у сфері міжнародних відносин Бостонського університету. О'Нілл також має ступінь магістра у сфері ділового адміністрування Columbia Business School в Нью-Йорку. Він був партнером і керівником наукових досліджень компанії Noster Capital, колишнім співробітником компанії NM Rothschild and Sons та Steinberg Asset Management.
Однак шведські ЗМІ повідомили, що є борг у британсько-американського бізнесмена Крістофера О'Нілла, що його бізнес не є хорошим джерелом доходу для сім'ї. За даними шведського ЗМІ Кріс О'Ніл володіє 42,5 % акцій американської компанії. Газета «Expressen» раніше писала про зменшення фінансів у його компанії та втрати його активів, що порівняно з 3,3 мільйонами шведських крон боргу в 2018 році, у 2019 р. борг Кріса О'Нілла впав до лише на 1,5 мільйона шведських крон або близько 145 000 євро. Кілька років тому Кріс О'Ніл казав газеті, що для компанії потрібен час. Слід також зазначити, що погана його фінансова ситуація може бути пов'язана з поганими інвестиціями.

## Одруження зі шведською принцесою
Вперше О'Нілла помітили з принцесою Мадлен в січні 2011 року. Про їх заручини стало відомо 25 жовтня 2012 року. Весілля пари відбулося 8 червня 2013 року в Королівській капелі Стокгольмського палацу. 

3 вересня 2013 року на офіційному сайті королівської сім'ї пара повідомила, що в березні 2014 року чекає на народження дитини. 20 лютого 2014 року в Нью-Йорку у пари народилась донька Леонор Ліліан Марія. 
 19 грудня 2014 року стало відомо, що принцеса Мадлен чекає на другу дитину, яка має народитись влітку 2015 року. 15 червня 2015 року в 13:45 за стокгольмським часом у подружжя народився син Ніколас. 
 27 серпня 2017 року було повідомлено, що Крістофер і Мадлен чекають на третю дитину в березні 2018 року. 9 березня 2018 року в 0:41 за стокгольмським часом у них народилася донька Адріена Жозефіна Аліса. 
 В серпні 2018 подружжя повідомило, що переїжджає до Флориди.

## Нагороди
- Орден Полярної зірки (6 червня 2013)
- Ювілейна медаль короля Карла XVI Густава (15 вересня 2013 року)
- Пам'ятна медаль до 70-річчя Карла XVI Густава (30 квітня 2016)